# (15602) 2000 GA108
A (15602) 2000 GA108 a Naprendszer kisbolygóövében található aszteroida. A LINEAR projekt keretében fedezték fel 2000. április 7-én.